# Särdal
Särdal är en bebyggelse i Harplinge socken i Halmstads kommun, strax norr om Haverdal. Området avgränsades av SCB före 2015 till en småort. Från 2015 utgör bebyggelsen en del i tätorten Steninge.
Särdal är beläget längs med Hallands kustväg mellan Haverdal och Steninge. Den östra sidan från kustvägen är huvudsakligen jordbruksmark och där hittar man även Särdals kvarn.
På den västra sidan av kustvägen sträcker stora naturbetesmarker ut sig med klapperstensfält och klipphällar. I området finns Särdals naturreservat och Enets naturreservat.
I Särdal finns ett stort antal fritidshus, och sommartid är befolkningen i Särdal cirka fyra gånger högre än vintertid. 
Vid Busör ligger Särdals livräddningsstation, ett museum som ägs och drivs av  Harplinge hembygdsförening.
I Harplinge hembygdsgård finns sedan 1973 Särdalsstugan.